# Поростов
Поростов (словац. Porostov) — село в Словаччині в районі Собранці Кошицького краю. Село розташоване на висоті 107 м над рівнем моря. Населення — 335 чол. Вперше згадується в 1412 році. В селі є бібліотека та футбольне поле.

## Географія
Протікає Заградний канал.

## Населення
| Рік:            | 1994. | 2004.   | 2014.   | 2024.    |
| --------------- | ----- | ------- | ------- | -------- |
| Кількість осіб: | 233   | 231     | 213     | 189      |
| Різниця:        |       | -0,85 % | -7,79 % | -11,26 % |

| Рік:            | 2023. | 2024.   |
| --------------- | ----- | ------- |
| Кількість осіб: | 192   | 189     |
| Різниця:        |       | -1,56 % |

## Пам'ятки
У селі є греко-католицька церква Воздвиження Святого Хреста з 1868 року в стилі пізнього класицизму.